# Obernberg am Inn
Obernberg am Inn ist eine Marktgemeinde in Oberösterreich im Bezirk Ried im Innkreis  im Innviertel mit 1715 Einwohnern (Stand 1. Jänner 2025). Die Gemeinde liegt im Gerichtsbezirk Ried im Innkreis.

## Geografie
Obernberg am Inn liegt auf 354 m Höhe im Innviertel. Die Ausdehnung beträgt von Nord nach Süd 2,6 km, von West nach Ost 2,3 km. Die Gesamtfläche beträgt 2,3 km². 8,7 % der Fläche sind bewaldet, 47,8 % der Fläche sind landwirtschaftlich genutzt.

### Gemeindegliederung
Die Gemeinde besteht nur aus einem Ort.

### Nachbargemeinden
|                  | Bad Füssing                                 | Reichersberg |
| Kirchdorf am Inn | Kompassrose, die auf Nachbargemeinden zeigt | Mörschwang   |
|                  | St. Georgen bei Obernberg am Inn            |              |

## Geschichte
Erste urkundliche Erwähnung um 950 n. Chr. unter der Herrschaft der Grafen von Vornbach als „Oprenberg“. Gegen Ende des 12. Jahrhunderts kam Obernberg unter die Herrschaft der Passauer Bischöfe und bildete später eine Enklave im ansonsten bayrischen Innviertel. Bischof Wolfger (Wappen) ließ 1199 den Marktplatz und den Burgplatz anlegen. 1276 erhielt der Ort das Marktrecht durch den römisch-deutschen König Rudolf von Habsburg. Schiffsmaut und Handwerk machten den Ort reich. 1550 wurde die alte Burganlage Bischof Wolfgers durch eine Schlossanlage unter Bischof Wolfgang von Salm ersetzt. Im 17. Jahrhundert verheerten mehrere Brände den Ort, aber die prunkvollen barocken Nachfolgebauten wurden Grundlage der Schönheit des Ortes.
Mit dem Frieden von Teschen 1779 kamen die östlich des Inn gelegenen Gebiete des Kurfürstentums Bayern, die bis dahin „Innbaiern“ geheißen hatten, als „Innviertel“ zu Österreich, und bereits 1782 trat Bischof Leopold Ernst von Passau Obernberg an Österreich ab. Der Untere Inn, der bis dahin in erster Linie ein Handelsweg gewesen war, wurde damit auch in Obernberg zum Grenzfluss.  Während der napoleonischen Kriege wurde die Befestigungsanlage des Burggeländes und der Turm größtenteils geschleift (1807) und Obernberg war kurz bayrisch, gehört aber seit 1816 (Vertrag von München) endgültig zu Oberösterreich. Mitte des 19. Jahrhunderts verlagerte sich der Handel weg von Schifffahrt und Flößerei hin zur Eisenbahn. Der wirtschaftliche Niedergang war die Folge.
Nach dem Anschluss Österreichs an das Deutsche Reich  am 13. März 1938 gehörte der Ort zum Gau Oberdonau. Nach 1945 erfolgte die Wiederherstellung Oberösterreichs.
Bis 2005 war Obernberg am Inn Sitz eines Bezirksgerichtes und Zentrum des Gerichtsbezirkes Obernberg am Inn
siehe auch: Burg Obernberg

### Einwohnerentwicklung
Im Jahr 1991 hatte die Gemeinde 1.759 Einwohner. Da bis 2001 die Geburtenbilanz stark negativ war (−116), nahm die Bevölkerungszahl trotz Zuwanderung auf 1.703 Personen ab. Bis 2011 ging die Geburtenrate weiter zurück (−259), sodass die Einwohnerzahl auf 1.448 sank. Seither steigt die Einwohnerzahl wieder.

## Kultur und Sehenswürdigkeiten

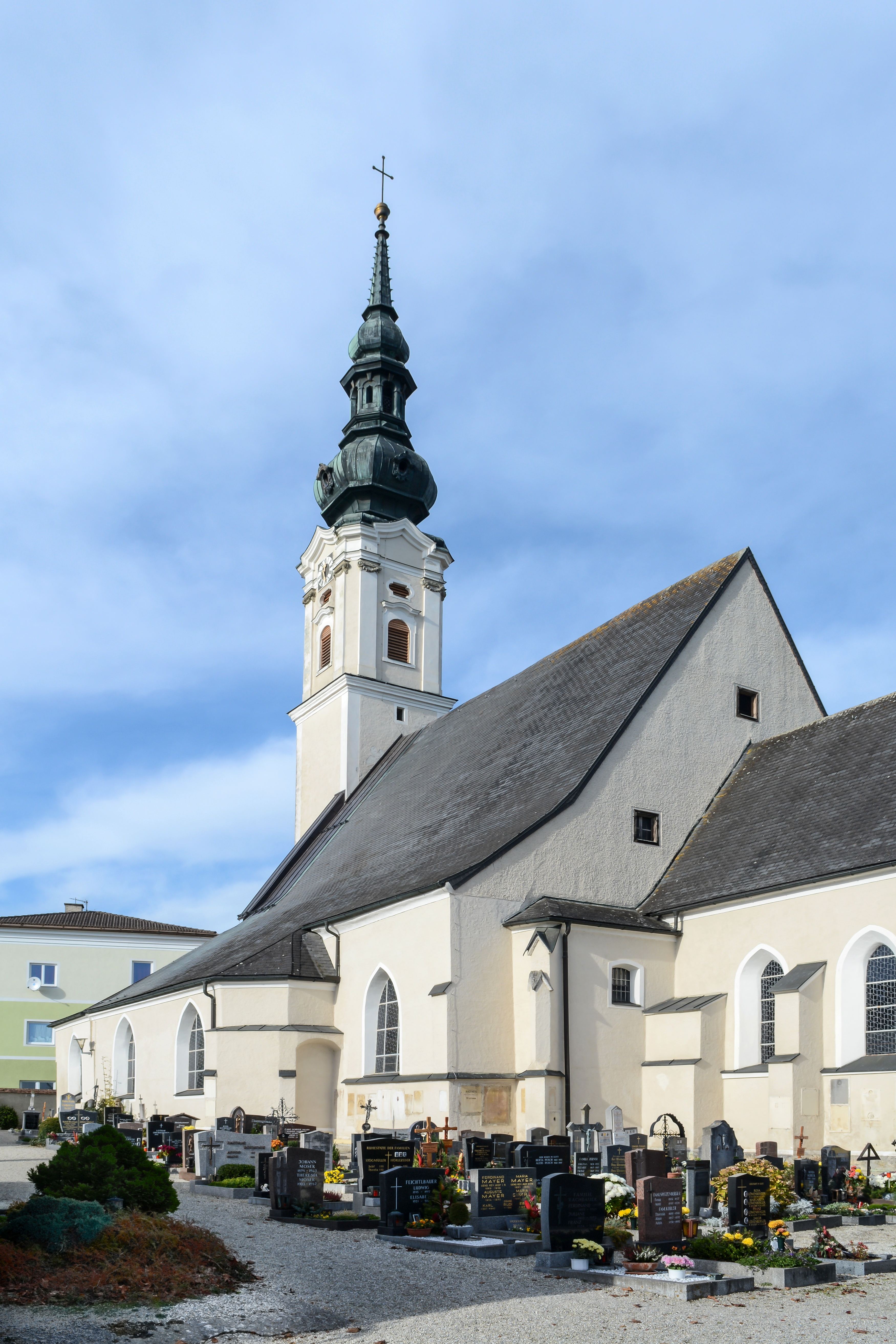
Pfarrkirche Obernberg am Inn

- Obernberger Marktplatz: Lohnend ist der Obernberger Marktplatz mit Rokoko-Stuckfassaden des Schiffsmeister- (Nähe Gurtentor), Apotheker- und Wörndlehauses aus der Hand des bayerischen Künstlers Johann Baptist Modler.
- Heimathaus im Gurtentor: wurde 1927 auf Anregung des Obmannes des Verschönerungsvereines, Josef Lang, gegründet und 1931 eröffnet. Nach Kriegsende und Reparatur eines durch einen amerikanischen Kranwagen beschädigten Tragbalken wurde das Haus 1946 auf 9 Räume erweitert. 1980/81 erfolgte eine komplette Neugestaltung und Erweiterung auf 10 Schauräume.
- Kunsthaus: Im Burgbereich wurde ein Kunsthaus eröffnet und in der neu gestalteten Gartenanlage werden dann und wann Theaterveranstaltungen von den Bühnen Egglfing und Obernberg am Inn abgehalten.
- Katholische Pfarrkirche Obernberg am Inn: Die Pfarrkirche wurde 1447 an die „Gottleichnamskapelle“ (Leib-Christi-Kapelle, heute Presbyterium) angebaut, sie hat daher als einzige katholische Kirche Österreichs  den Titel „Zum Heiligen Abendmahl“. Bemerkenswert ist die gotische Holzschnitzerei „Anna Selbdritt“ und die an Turm und Schiff angebaute Annakapelle mit gotischen Fresken (nicht frei zugänglich, unvollständig aufgedeckt). Aus der Schwanthalerwerkstätte stammen Altarfiguren an der Kanzel und dem Triumphbogen.
- Nikolauskirche: In der Nikolauskirche im Vormarkt Ufer (Schifferkirche) wurden einstmals die Schiffer zu ihrer gefährlichen Weiterfahrt gottesdienstlich verabschiedet. Jetzt dient das Gotteshaus als Ausstellungs- und Konzertraum und für besondere Gottesdienste (Nikolausmesse).

## Wirtschaft und Infrastruktur

### Tourismus
Obernberg am Inn liegt am sogenannten Innradweg, dieser führt auch durch die Innauen und an der Vogelinsel vorbei, diese laden zum Wandern ein und am Innstausee kann man im Europareservat Unterer Inn vielerlei Wasservögel beobachten oder dem Sportfischen nachgehen.

### Regelmäßige Veranstaltungen
- Pferdemarkt: Samstag nach Josefi (Frühlingsbeginn)
- Marktfest (Anfang Juni)
- Kellerfest des SV Obernberg (Mitte September)
- Familienfest am Freibad Obernberg (Mitte August)
- Nikolausschifffahrt am Inn (6. Dezember)

### Therme & Rehazentrum Obernberg
Im Herbst 2003 begann auf einem rund 50.000 m² großen Grundstück direkt am Inn der Bau einer Therme samt Rehabilitationszentrum, ehe etwa nach einem Jahr der Baustopp erfolgte. Das Projekt, das vom Unternehmen Concepta mit Sitz in Passau betrieben wurde, hätte nach seiner Fertigstellung rund 200 Arbeitsplätze geschaffen. Vorgesehen waren neben dem Thermenbereich auch ein Rehazentrum für Herz-Kreislauf-Patienten sowie ein sogenannter Anti-Aging-Bereich. Der Baustopp erfolgte, weil keine sanitätsrechtliche Genehmigung erteilt wurde – unter anderem, weil laut Behörden kein Bedarf für ein orthopädisches Zentrum bestand, wie es im Projekt vorgesehen war. Zudem stieg die finanzierende Bank aus Ried im Innkreis aus dem Projekt aus. Der Rohbau war zu diesem Zeitpunkt bereits weitgehend abgeschlossen; in den folgenden Jahren bemühte sich der Projektbetreiber vergeblich um Investoren. Knapp zwei Jahre nach dem Baustopp warnten die Architekten vor weiteren Verzögerungen und verwiesen auf mögliche Schäden am bestehenden Bau, da das Projekt seit Langem brachlag, die Sicherheit nicht mehr gewährleistet sei und das Projekt sonst zur Bauruine verfallen könnte. Bis zu diesem Zeitpunkt waren bereits zwischen zehn und fünfzehn Millionen Euro investiert worden. Im Jahr 2007 wurde die Betreiberfirma Gesundheits- und Wellnesszentrums Therme Obernberg insolvent. Kurz vor der Landtagswahl in Oberösterreich 2009 hieß es, dass Rehabilitationseinrichtung für psychosomatische Erkrankungen gebaut werden soll, was letztlich ebenfalls scheiterte. Die AREV Immobilien GmbH aus Ried hatte im August 2008 die Liegenschaft erworben und hätte in Zusammenarbeit mit dem Krankenhaus der Elisabethinen Linz die Rehabilitationseinrichtung errichten wollen.
Im Jahr 2016 erwarb die im Besitz der Marktgemeinde Obernberg befindliche Geothermie Obernberg, der Fernwärmeanbieter Obernbergs, das Areal und verkaufte diese an eine Firma ImmoPeDi mit Sitz in Obernberg weiter. Zu Plänen für die Nutzung der brachliegenden Baustelle wurde nichts Näheres bekanntgegeben. Für den Fall der Nichtumsetzung soll im Kaufvertrag eine Klausel vorgesehen gewesen sein, die dem Verkäufer ein Rückkaufsrecht zum ursprünglichen Preis einräumt – falls es den Investoren nicht gelingt, innerhalb einer bestimmten Frist ein geeignetes Projekt zu realisieren. Allenfalls wäre bis Ende 2018 ein Abriss des Baugerippes im Raum gestanden. Die bis Ende 2018 gesetzte Frist zur Projektumsetzung wurde gegen Herbst 2018 verlängert; das geplante Rehazentrum war mittlerweile zur Bauruine und zu einem von Vandalismus geprägten Lost Place verfallen. Berichten zufolge gehörte das Grundstück im Jahr 2022 der ein Jahr zuvor gegründeten Resort Obernberg Verwaltungs GmbH mit Sitz in Schärding und Verbindungen zu einem anderen Unternehmen in Passau. Angedacht war in dieser Zeit der Bau eines größeren Hotelkomplexes, an dem auch ein großer Hotelbetreiber aus dem benachbarten Bad Füssing in Bayern beteiligt gewesen sein soll. Zum Jahreswechsel 2024/25 machte die Obernberger Fernwärme GmbH (vormals Geothermie) von ihrem Rückkaufsrecht Gebrauch und erwarb die Liegenschaft zurück, um ein letztes Mal selbst nach neuen Investoren zu suchzen.
In der Gemeinderatssitzung vom 24. Juni 2025 wurde der Abriss des oberirdischen Areals – die bereits errichtete und teilweise überschwemmte Tiefgarage mit 190 Stellplätzen soll vorerst bestehen bleiben – fixiert. Der Abriss der größten Bauruine des Innviertels soll noch im selben Jahr erfolgen.

## Politik
Der Gemeinderat hat 19 Mitglieder.
- Mit den Gemeinderats- und Bürgermeisterwahlen in Oberösterreich 2003 hatte der Gemeinderat folgende Verteilung: 10 ÖVP, 7 SPÖ und 2 FPÖ.
- Mit den Gemeinderats- und Bürgermeisterwahlen in Oberösterreich 2009 hatte der Gemeinderat folgende Verteilung: 7 ÖVP, 6 SPÖ, 4 BOMB, 1 FPÖ und 1 GRÜNE.
- Mit den Gemeinderats- und Bürgermeisterwahlen in Oberösterreich 2015 hatte der Gemeinderat folgende Verteilung: 6 ÖVP, 5 BOMB, 4 FPÖ, 3 SPÖ und 1 GRÜNE.
- Mit den Gemeinderats- und Bürgermeisterwahlen in Oberösterreich 2021 hat der Gemeinderat folgende Verteilung: 6 ÖVP, 5 FPÖ, 4 BOMB, 2 SPÖ und 2 GRÜNE.[16][17]

### Bürgermeister
- 1984–2009 Wolfgang Schleich (ÖVP)
- 2009–2014 Stephan Fattinger (ÖVP)
- seit 2014 Martin Bruckbauer (BOMB)[18]

### Wappen
Offizielle Beschreibung des Gemeindewappens: In Silber auf grünem Dreiberg ein roter, silbern gewaffneter, aus der Mittelkuppe wachsender Wolf mit einem goldenen, nach auswärts gekrümmten Bischofsstab in den Vorderpfoten.

### Gemeindepartnerschaft
- seit 1973[19] Berching in der Oberpfalz (Deutschland)

## Persönlichkeiten

### Söhne und Töchter der Gemeinde
- Otto Lutz (1843–1903), Schulleiter und Vater des Malers Anton Lutz (1894–1992)
- Walter Fritz (1921–1994), Politiker (ÖVP)
- Georg Leberbauer (1926–2016), Politiker (ÖVP) und Landesbeamter
- Hubert Feichtlbauer (1932–2017), Journalist
- Elisabeth Menasse-Wiesbauer (* 1954), Kulturmanagerin und Museumsleiterin
- Leo Schatzl (* 1958), Künstler
- Johann Webersberger (* 1982), Internationaler Meister im Schach

### Personen mit Bezug zur Gemeinde
- Johann Baptist Modler (1697–1774), Bildhauer und Stuckateur; wohnte in Obernberg
- Anton Reidinger (1839–1912), katholischer Geistlicher und Mundartdichter; Pfarrer in Obernberg
- Alois Wührer (1906–1981), Politiker (ÖVP) und Landwirt; von 1948 bis 1950 Bezirksobmann des ÖVP-Bauernbundes in Obernberg
- Heinz Denk (1951–2016), Goldschmiedemeister und Schmuckkünstler[20]
- Hubert Gurtner (* 1962), Musikpädagoge, Musiker und Kulturmanager, Leiter der Landesmusikschule in Obernberg am Inn und Organisator des Brass Festivals in Linz[21]

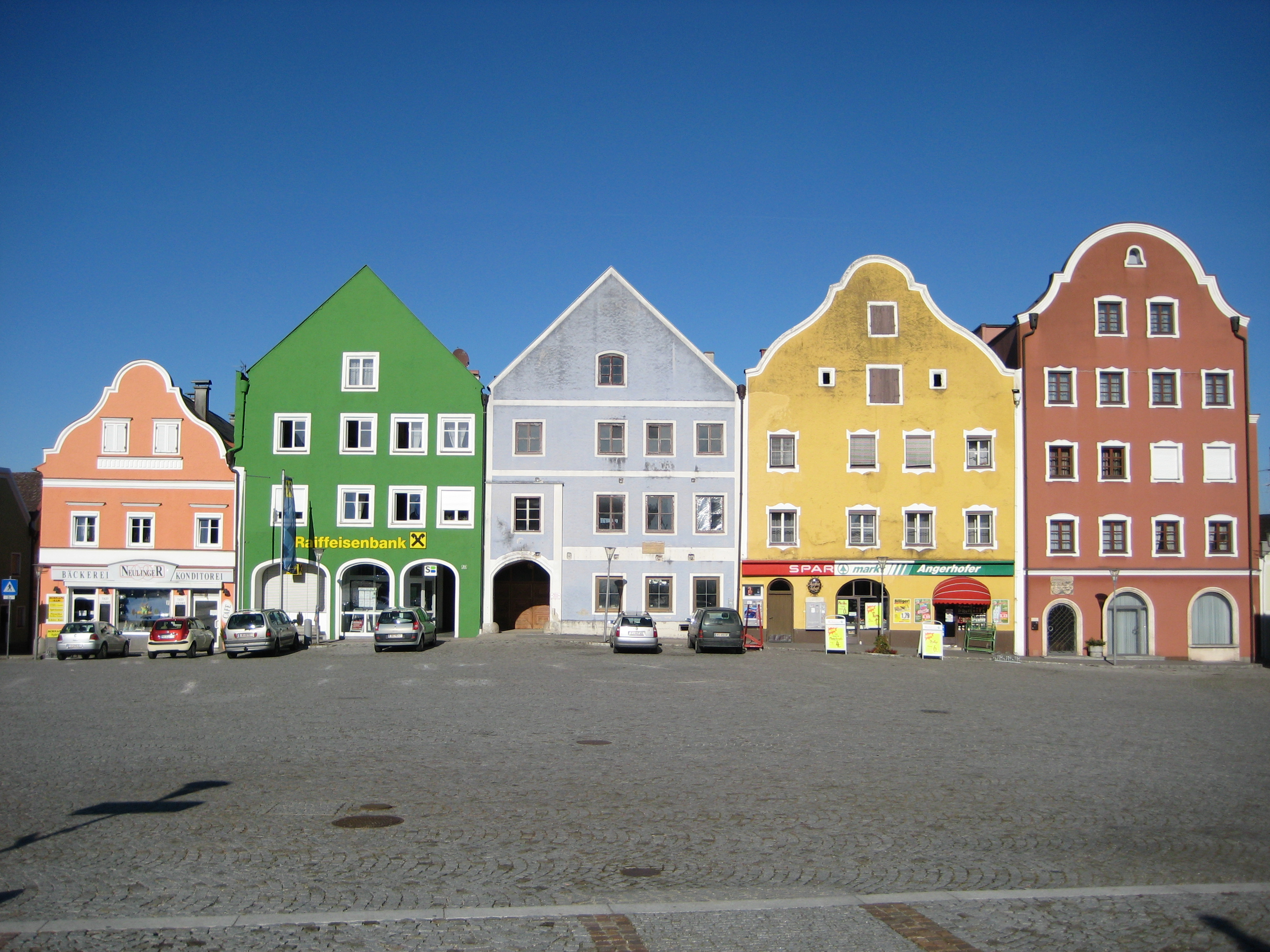
Marktplatz von Obernberg
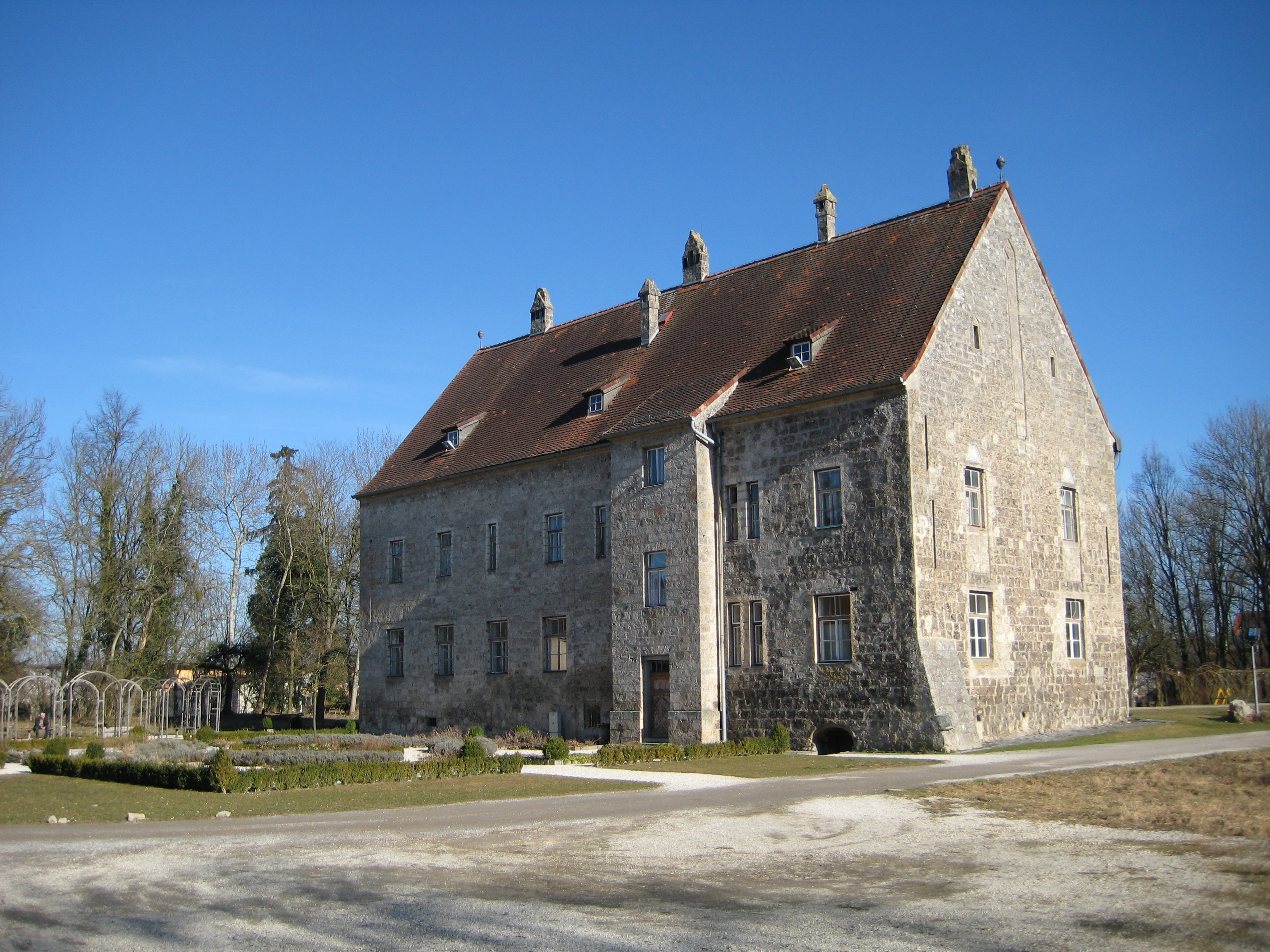
Kunsthaus auf Burg Obernberg
Wohnhaus von Johann Baptist Modler
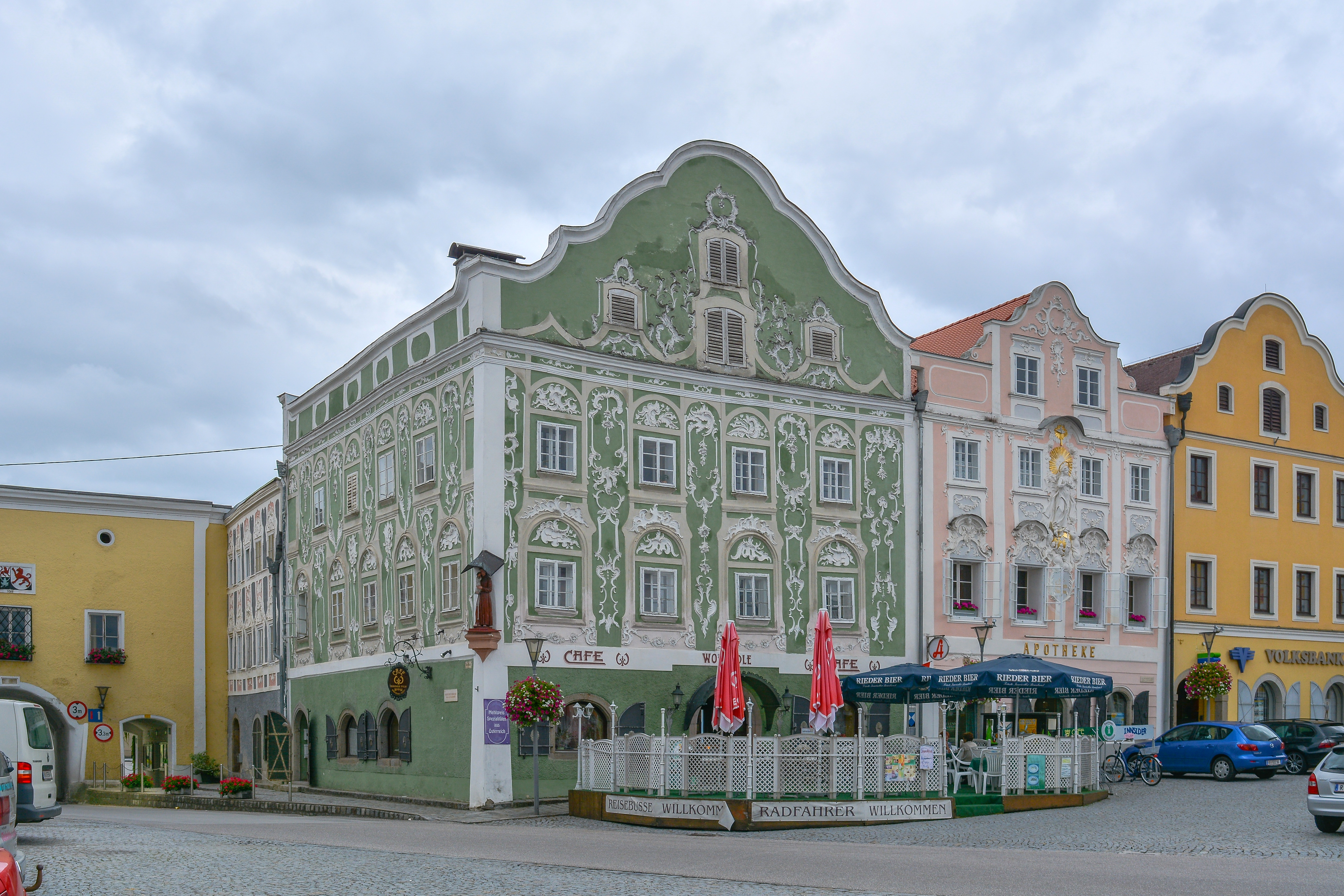
Wörndlehaus und Apotheke
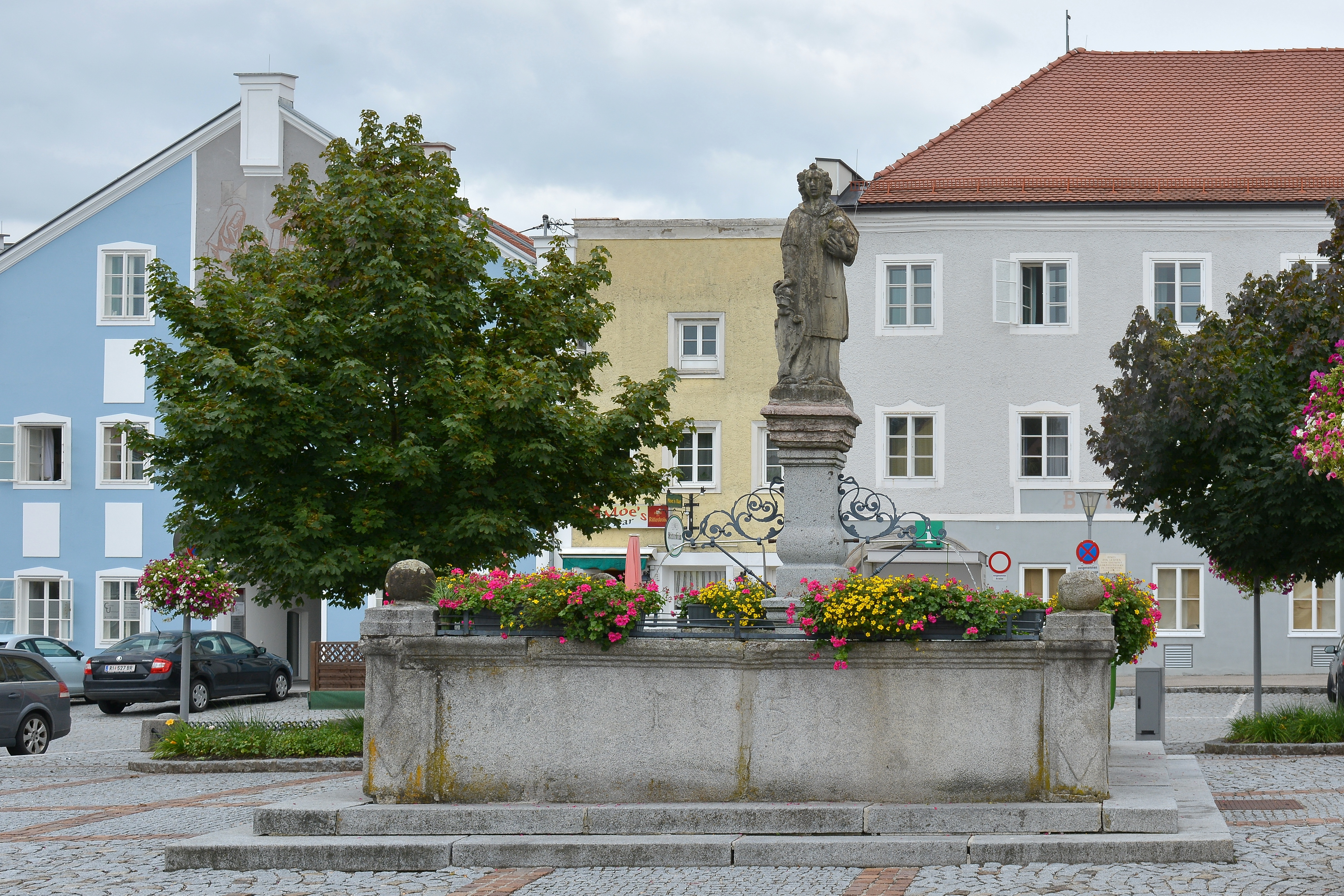
Stephanusbrunnen
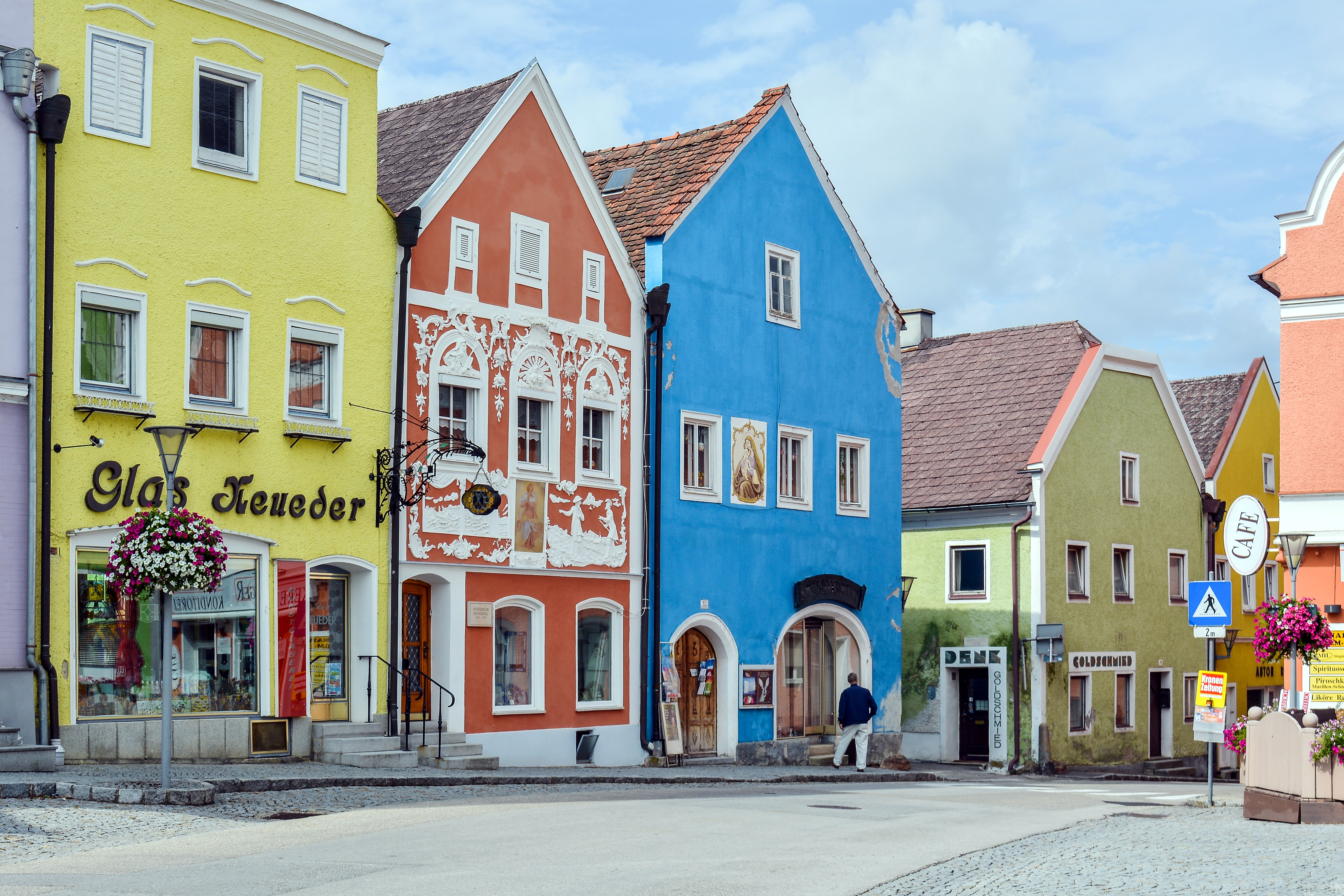
Modlersche Behausung